# Sementivae
Le Sementivae o Feriae Sementivae o Sementina dies erano una festività romana che segnava la fine della stagione della semina.
In origine era una festa mobile, costituita da due giorni separati da una settimana, ma col tempo venne fissata in tre giorni consecutivi di gennaio, il 24, 25 e 26.